# Анксиозни поремећаји
Анксиозни поремећаји је заједнички назив за разнородни скуп поремећаја у којима доминира симптом анксиозности, односно неодређеног страха. То је хронично стање тензије, бриге, страха од непознате или непрепознате перцепције страха или конфликта.

## Типови

### Панични поремећај
Панични поремећај је врста поремећаја у којем доминира изненадан, безразложан, снажан и несавладив напад страха, праћен дрхтањем, убрзаним дисањем, стезањем у грудима, ширењем притиска из груди у руке ноге и врат, трњењем браде и језика, гушењем, вртоглавицом, несвестицом, осећањем дезоријентације и дереализације. За разлику од анксиозности, код паничног поремећаја постоји доживљај потпуне катастрофе, интензивни страх од смрти или лудила и потпуног губитка контроле.

### Агорафобија
Агорафобија (грч. αγοραφοβία; αγορα-трг, φοβος-страх) је првобитно означавала страх од отвореног простора, док се данас под тим појмом подразумијева скуп страхова у вези са јавним местима, отвореним простором и мноштвом људи и са мишљењем да на таквом месту након изненадног онеспособљења не бисмо били у стању побећи или потражити помоћ.

### Фобије
Фобије представљају посебан облик страха који се везује за одређене објекте, ситуације, места или активности. Особе које доживљавају фобијски стах, свесне су да је он нереалан, нелогичан или чак претеран. Реч фобија потиче од грчке речи фобос што значи бекство, ужас, паника, страх.

### Социјална фобија
Социјална фобија је неразумљив, претеран страх од одласка у друштво, од јавног наступа, па чак и од самог присуства и погледа других људи. Посебно може бити интензиван страх од непосредног додира са другим људима, од контакта лицем у лице, очи у очи. Социјална фобија може варирати од благе зебње и нелагодности до паничног страха при самој помисли на излазак међу људе. Порекло социјалне фобије је у осећању несигурности, инфериорности, стида и осећања кривице или у потиснутим агресивним и егзибиционистичким тежњама.

### Опсесивно компулзивни поремећај
Опсесивно компулзивни поремећај је врста неурозе коју карактерише опсесивно наметање непријатних мисли и принуда да се чине апсурдне, мучне и неприхватљиве радње. Особа је присиљена да врши неке радње, мада их доживљава као туђе, наметнуте и непријатне јер, ако им се успротиви, осећа страх или кривицу. Типични симптоми опсесивно-компулзивне неурозе су: опсесивно замишљање, присилно бројање, присилно прање руку или вршење неких ритуалних радњи.

### Анксиозност одвајања
Анксиозност одвајања се дефинише као емоционална реакција која се јавља када је осујећено, или се таквим чини, успостављање блискости са особом која привлачи или са којом постоји блиска емоционална привлачност. То је нормалан и конструктиван облик емоционалног реаговања, а добија димензију патолошког само у случајевима када је анксиозност врло високог интензитета и када се јавља у ситуацијама у којима се не би очекивала њена појава.